# Elaeognatha melanostictelll
Elaeognatha melanostictelll är en fjärilsart som beskrevs av Embrik Strand 1917. Elaeognatha melanostictelll ingår i släktet Elaeognatha och familjen trågspinnare. Inga underarter finns listade i Catalogue of Life.